# Stari Perkovci
Stari Perkovci falu Horvátországban, Bród-Szávamente megyében. Közigazgatásilag Vrpoljéhez tartozik.

## Fekvése
Bród központjától légvonalban 27, közúton 33 km-re északkeletre, községközpontjától légvonalban 4, közúton 6 km-re nyugatra, Szlavónia középső részén, Čajkovci és Novi Perkovci között fekszik. Nyugati határában halad át az A5-ös (Eszék-Svilaj) autópálya.

## Története
Az itt feltárt régészeti leletek tanúsága szerint területe már ősidők óta lakott. A falutól délnyugatra, a „Sela” nevű területen az A5-ös autópálya nyomvonalának megelőző régészeti kutatása során késő bronzkori, vaskori és római kori települések nyomaira bukkantak és részben feltártak egy középkori települést is. A feltárási munkák 2006. tavaszán és nyarán folytak két enyhe, hosszan elnyúló magaslaton. Ennek során mintegy 4 hektárnyi területet vizsgáltak át és mintegy 400 régészeti leletet találtak. A középkori leletek a 14.-15. századból származnak. A falu futballpályája mellett késő bronzkori nekropolisz maradványait találták, hamvasztásos temetkezésekkel. A bronz és kerámia mellékletek alapján az itteni település a késő bronzkorhoz tartozott. Ugyancsak több korszakos régészeti lelőhely található a falutól keletre 400-700 méterre, a Bród - Vrpolje vasútvonaltól 100-150 méterre északra, a „Glože” nevű lelőhelyen. Itt 1985-ben a Starčevo-kultúrához tartozó cseréptöredékek. 3. és 4. századi római kerámiák és pénzérmék, valamint 13.-15. századi kerámiák kerültek elő.
A szlavóniai települések 1698-as kamarai összeírásában „Perkovczy” néven Kundincz hajdútelepülés lakatlan északi szomszédjaként említik. Ez egyben első említése is. A Perkovci név a Petar (Péter) személynév becézett, „Perko” változatából származik. 1702-ben 19 háztartást számláltak a településen. 1734-ben fakápolnáját említik, mely a vrpoljei plébánia filiája volt. A diakovári püspökség birtoka volt, majd 1745-től a katonai igazgatás bevezetése után a bródi határőrezredhez tartozott. A 18. század közepéig csak egy Perkovce falu volt, ekkor azonban a lakosság egy része a katonai igazgatás alá került faluból északabbra, Pozsega megye területére települt át, ahol megalapította Novi Perkovci települést. A dragotini plébánia területének felosztása során a település a donji andrijevci plébániához került, ahova ma is tartozik.
Az első katonai felmérés térképén „Perkovcze” néven található. Lipszky János 1808-ban Budán kiadott repertóriumában „Perkovcze” néven szerepel. Nagy Lajos 1829-ben kiadott művében „Perkovcze (Vetus)” néven 156 házzal, 792 katolikus vallású lakossal találjuk. A katonai közigazgatás megszüntetése után 1871-ben Pozsega vármegyéhez csatolták.
A településnek 1857-ben 917, 1910-ben 1075 lakosa volt. Pozsega vármegye Bródi járásának része volt. Az 1910-es népszámlálás adatai szerint lakosságának 98%-a horvát anyanyelvű volt. Az első világháború után 1918-ban az új szerb-horvát-szlovén állam, majd később (1929-ben) Jugoszlávia része lett. 1991-től a független Horvátországhoz tartozik. 1991-ben lakosságának 99%-a horvát nemzetiségű volt. 2011-ben a településnek 1123 lakosa volt.

## Lakossága
| Lakosság változása | Lakosság változása | Lakosság változása | Lakosság változása | Lakosság változása | Lakosság változása | Lakosság változása | Lakosság változása | Lakosság változása | Lakosság változása | Lakosság változása | Lakosság változása | Lakosság változása | Lakosság változása | Lakosság változása | Lakosság változása |
| ------------------ | ------------------ | ------------------ | ------------------ | ------------------ | ------------------ | ------------------ | ------------------ | ------------------ | ------------------ | ------------------ | ------------------ | ------------------ | ------------------ | ------------------ | ------------------ |
| 1857               | 1869               | 1880               | 1890               | 1900               | 1910               | 1921               | 1931               | 1948               | 1953               | 1961               | 1971               | 1981               | 1991               | 2001               | 2011               |
| 917                | 969                | 891                | 994                | 1.020              | 1.075              | 975                | 1.066              | 1.167              | 1.275              | 1.320              | 1.287              | 1.270              | 1.157              | 1.178              | 1.123              |

## Gazdaság
A lakosság többsége a mezőgazdaságból él, de a fiatalok főként a közeli városok, Bród és Diakovár ipari üzemeiben dolgoznak.

## Nevezetességei
Szent Anna tiszteletére szentelt római katolikus temploma 1851-ben épült.

## Kultúra
A falu kulturális és művészeti egyesülete a KUD Ravnica egyesület 1970-ben alakult, majd a háború miatti szünetelés után 1994-ben alakították újra. Folklórcsoportjában 45, énekkarában 15 tag vesz részt. Őrzik településük hagyományait, népdalait, néptáncait, fellépnek hazai és külföldi fesztiválokon. Mellette találkozókat szerveznek, amelyekbe más kulturális és művészeti egyesületeket hívnak meg.

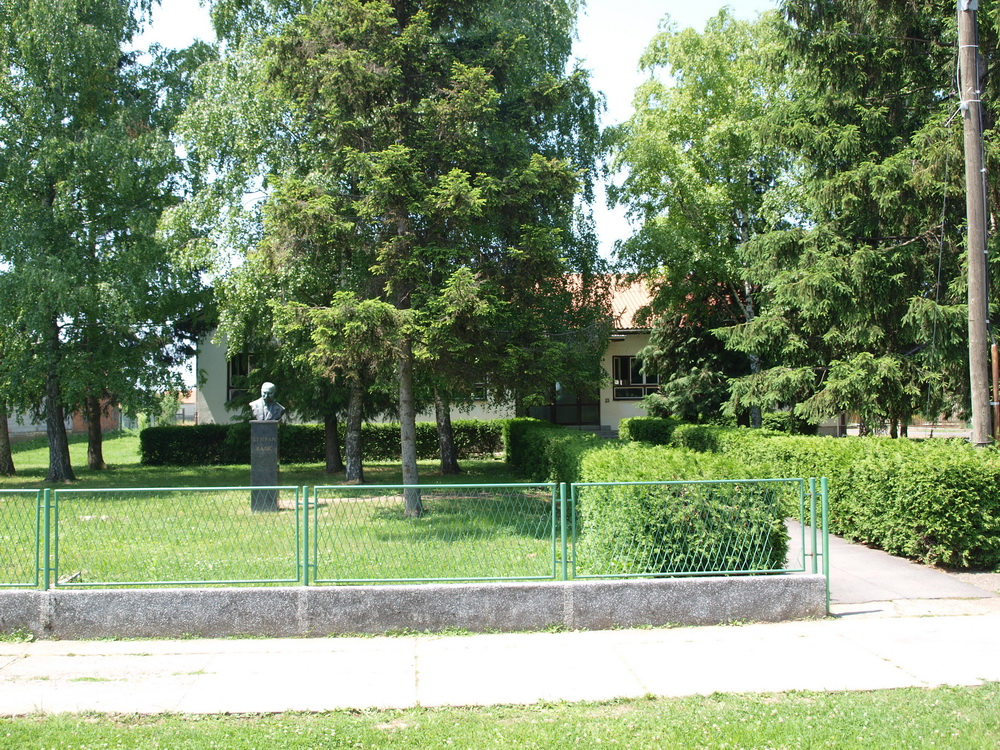
Az elemi iskola

## Oktatás
A településen a vrpoljei Ivan Meštrović elemi iskola négyosztályos alsó tagozatos iskolája működik.

## Sport
Az NK Slavonac Stari Perkovci labdarúgócsapata a megyei 3. ligában szerepel.